# 디엔비엔푸 공항
디엔비엔푸 공항(베트남어: Sân Bay Điện Biên Phủ, IATA: DIN, ICAO: VVDB)은 베트남 디엔비엔푸에 위치한 공항이다.

## 운항 노선
| 항공사                         | 목적지 |
| ------------------------------ | ------ |
| 베트남 항공 (바스코 항공 운영) | 하노이 |

## 사진

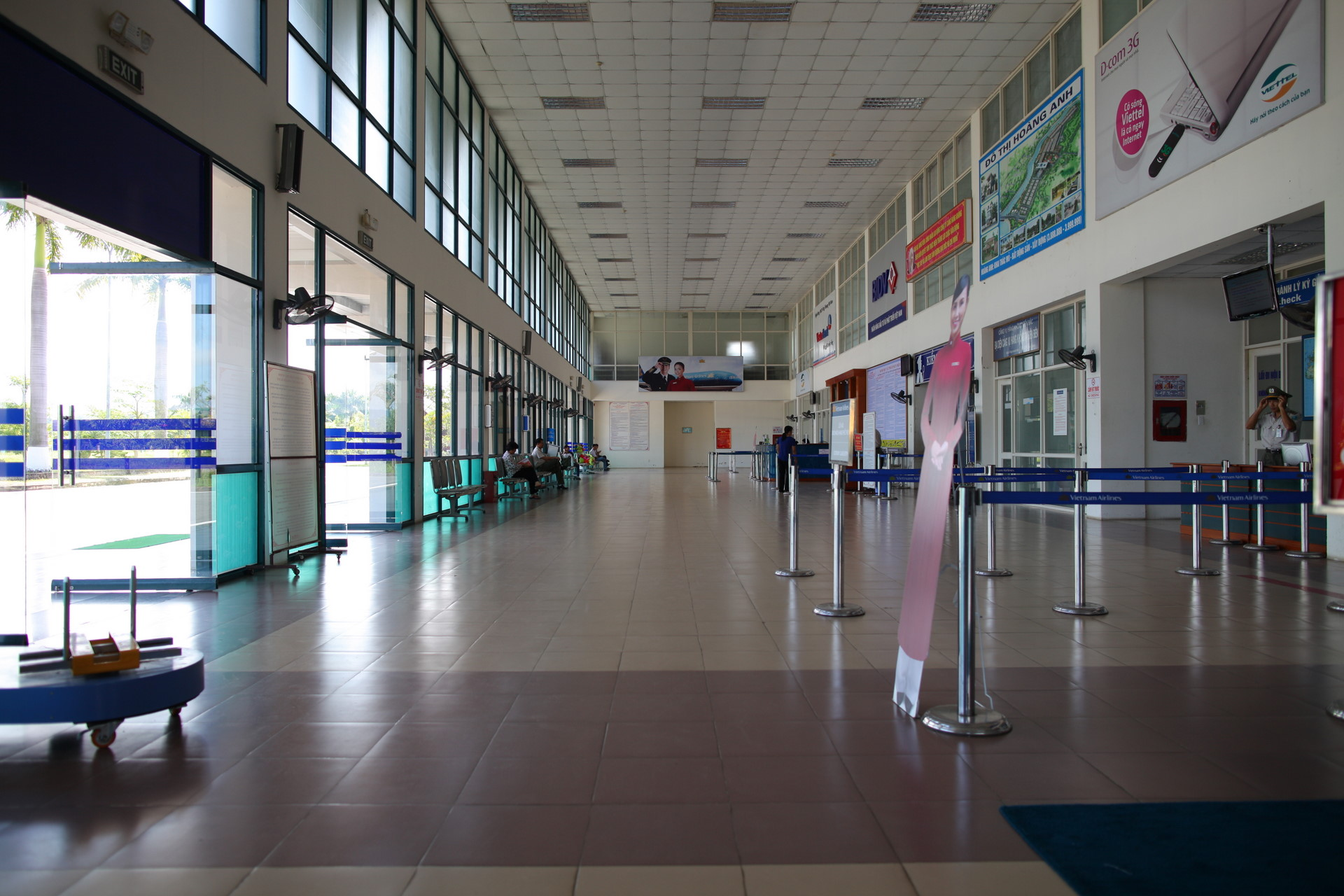
디엔비엔푸 공항 내부
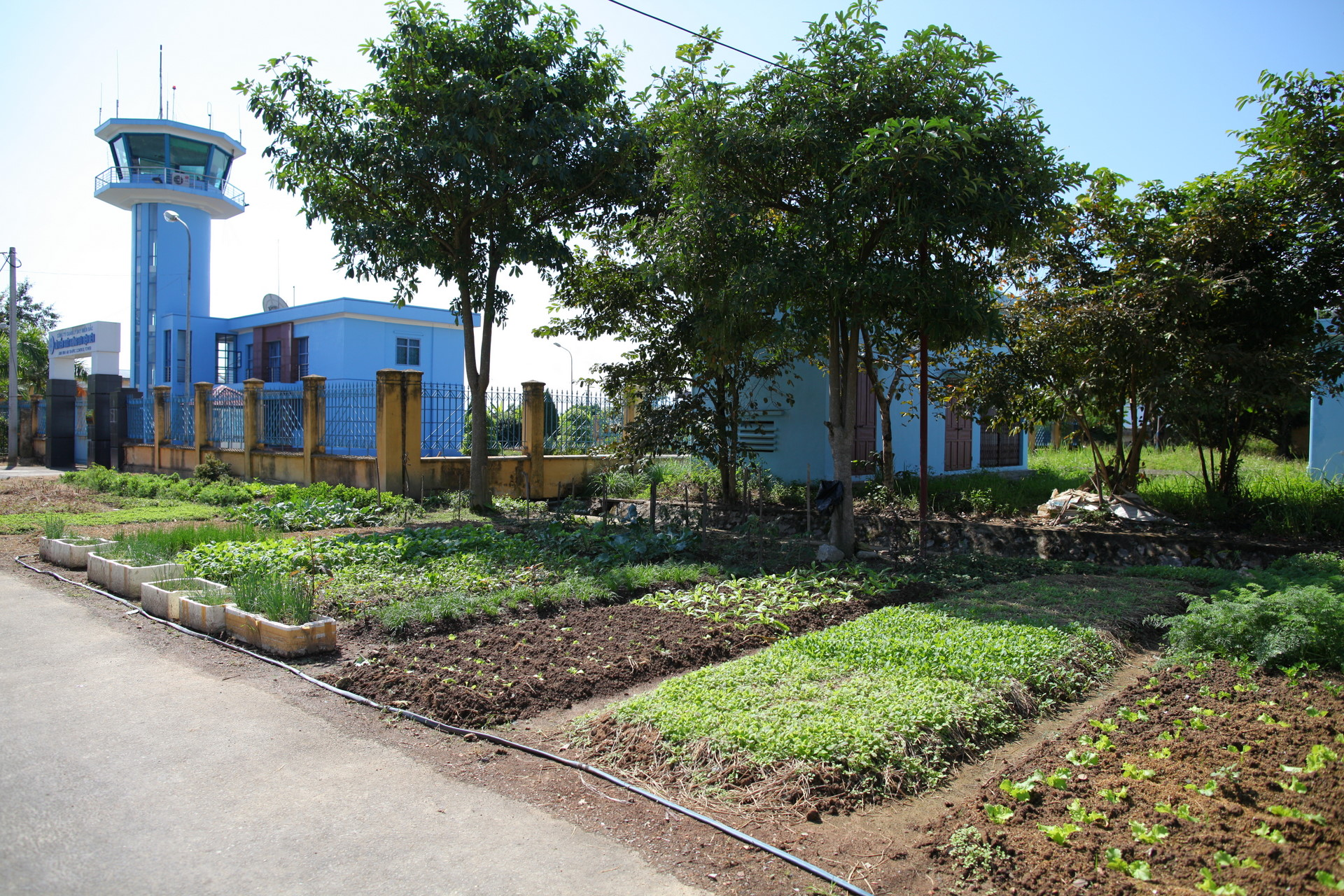
디엔비엔푸 공항 관제탑
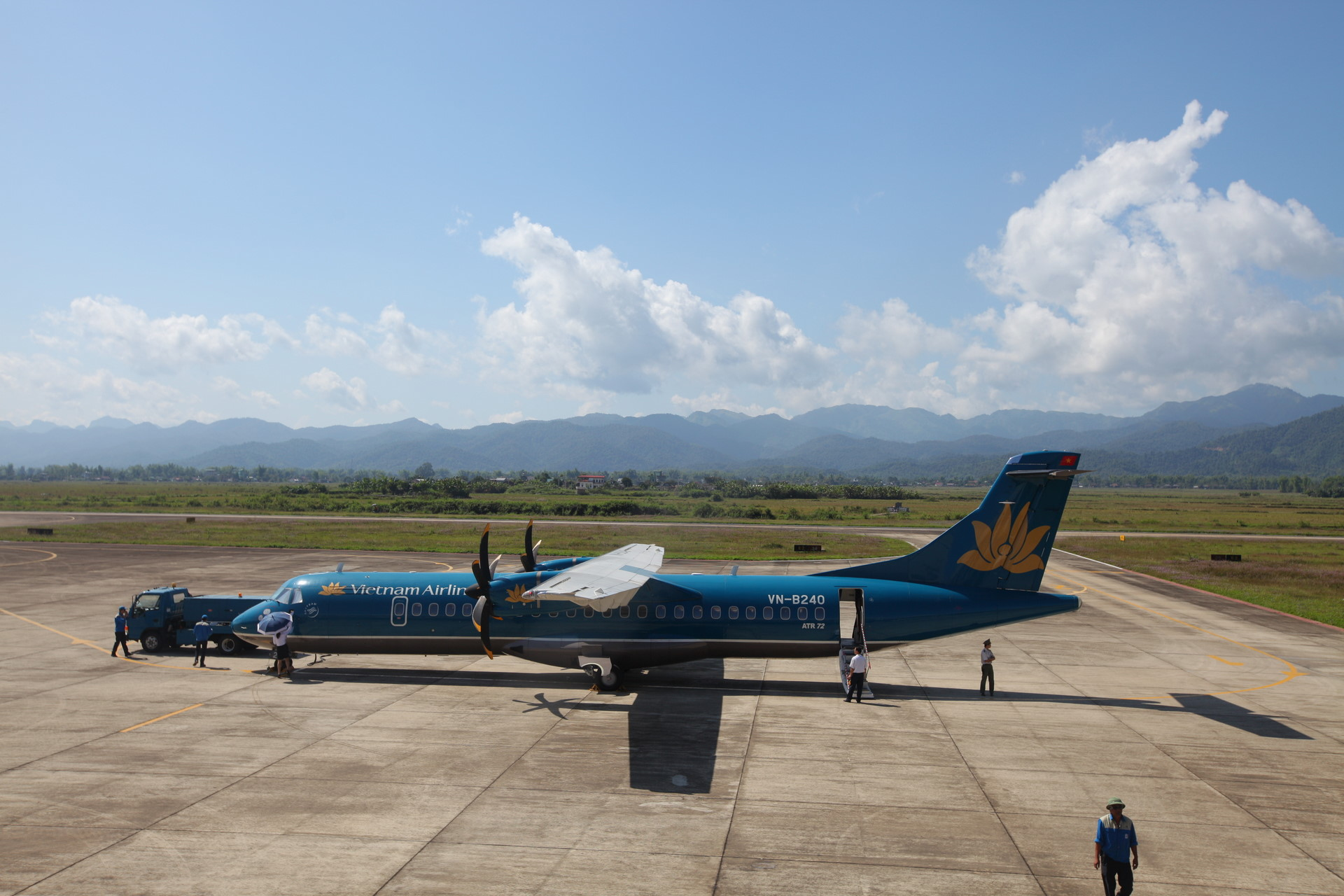
베트남 항공이 주기되어 있는 모습

## 같이 보기
- 베트남의 공항
- 바스코 항공